# Anisodes praetermissa
Anisodes praetermissa là một loài bướm đêm trong họ Geometridae.